# Амбар са котобањом у Сремским Михаљевцима
Амбар са котобањом у Сремским Михаљевцима се налази се у Прховачкој улици бр. 54. Подигнут је 1899. године, о чему сведочи година урезана на забатну греду амбара. Запамћено је да га је градио мајстор Живан из Краљеваца. Као заштићено непокретно културно добро има статус споменика културе од великог значаја.

## Изглед
Амбар и котобања, између којих је шупа, постављени су над подрумом и комором, зидане опеком. Зграда је двосливног крова покривеног бибер црепом. Грађена је у скелетној конструкцији са водоравно унизаним дашчицама у стубове амбара и прикуцаним резаним летвама котобање. Припада варијанти амбара и котобања са угаоним тремом који се налази испред котобање. Трем има профилисане стубове повезане луцима и ограду од декоративно обрађених дасака. Трагови боје указују да је био полихроман. Посебна пажња посвећена је обради забата амбара, са резбареним водоравним гредама и мотивом сунца испод слемена. У средишном пољу доње зоне, судећи по обради, био је насликан кућни светац. Није непозната појава да су на забату, поред сцена и личности из националне историје, сликани свеци крсне славе, по чему би овај пример био један од оних који на то указује. Складних пропорција и лепе обраде он спада међу највредније примере амбара са котобањама.